# Metaphalangium cirtanum
Metaphalangium cirtanum ist eine Art der Weberknechte und im Mittelmeergebiet verbreitet.

## Merkmale
Die Körperlänge beider Geschlechter beträgt 4,5–9 mm. Auf einer rotbraunen Grundfarbe befindet sich eine markante, dunkle Sattelzeichnung mit einem hellen Längsstreifen. Der Sattel ist teilweise weiß umrandet. Die Länge der Beine ist sehr variabel. Auf den Femora stehen 5 Reihen von kleinen Dornen. Auch das Prosoma ist mit kleinen schwarzen Dornen besetzt. Die Pedipalpen sind kurz und stark.

## Verbreitung und Lebensraum
Das Verbreitungsgebiet der Art liegt im Mittelmeerraum. Bekannte Vorkommen liegen im Süden der Iberischen Halbinsel, an der Nordküste Afrikas von Marokko bis Ägypten, auf der Apenninhalbinsel, Korsika, Sardinien und Sizilien, in Slowenien und Serbien, dem Süden der Balkanhalbinsel und hier in Albanien, Bulgarien und Griechenland, auch auf einigen der Ägäischen Inseln inklusive Kreta und im östlichen Mittelmeergebiet im Libanon und auf Zypern.
Der Lebensraum der Art sind steinige Magerrasen und sonniges Ödland.

## Lebensweise
Die Tiere ruhen tagsüber unter Steinen oder auch an schattigen Mauern und streifen nachts räuberisch umher. Reife Tiere finden sich vom Frühjahr bis zum Herbst, meist zwischen Juni und August.

## Taxonomie
Die Art wurde 1839 von Carl Ludwig Koch unter dem Namen Opilio cirtanum erstbeschrieben. Weitere Synonyme der Art lauten Opilio propinquum Lucas, 1846, Metaphalangium propinquum (Lucas, 1847), Lacinius armatus Roewer, 1923, Odontosoma armatum (Roewer, 1923) und Odontosoma armatum (Roewer, 1923).